# Cephalotes pallens
Espèce
Synonymes
Cephalotes pallens, est une espèce de fourmis arboricoles du genre Cephalotes,.

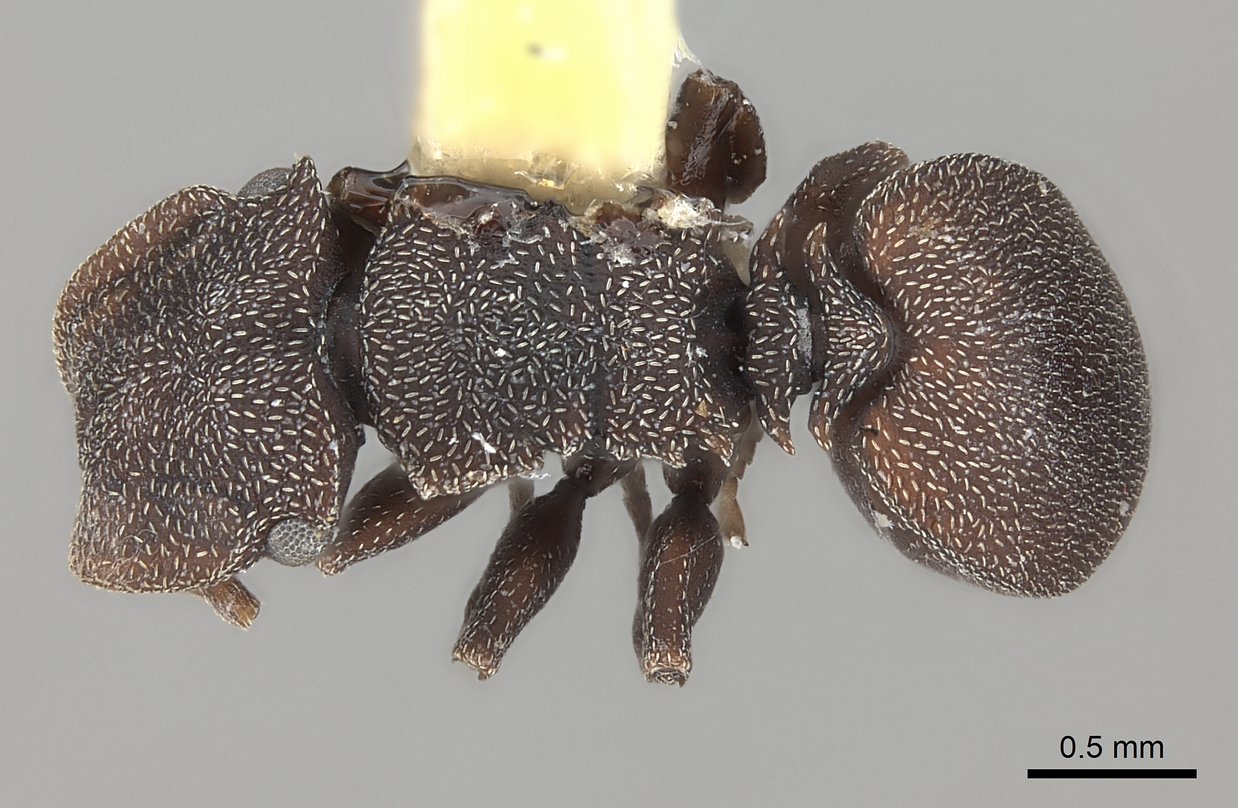
Cephalotes pallens vue dorsale

## Distribution
C. pallens est endémique d'Amérique du Sud et d'Amérique centrale, plus particulièrement de l'état mexicain de Veracruz au nord, jusqu'à la province de Santa Fe en Argentine, au sud, en passant par le Bélize, le Guatemala, le Honduras, le Nicaragua, El Salvador, le Costa Rica, Panama, la Bolivie, le Pérou, l'Équateur, les Guyanes.

## Description
Comme les autres espèces du genre Cephalotes, elles sont caractérisées par l'existence de soldats spécialisés dotés d'une tête surdimensionnée et plate ainsi que des pattes plus plates et plus larges que leurs cousines terrestres. Elles peuvent ainsi se déplacer d'un arbre à un autre dans une forêt.
Elle fut décrite et classifiée pour la première fois par l'entomologiste Allemand Johann Christoph Friedrich Klug, en 1824.

## Publication originale
Diversity and Adaptation in the Ant Genus Cephalotes Past and Present (Hymenoptera, Formicidae)